# Joanni Perronnet
Pour les articles homonymes, voir Perronnet.
Joanni Perronnet, né le 17 juillet 1855 à Montmartre et mort le 10 octobre 1900 à Paris 9e, est un compositeur français.

## Biographie
Fils de la polymathe Amélie Perronnet, Perronnet s’est adonné à la musique dès son plus jeune âge, accompagnant, dès l’âge de sept ans Nicolas-Prosper Levasseur au piano, et sa mère à huit ans. Il allait ainsi, tout jeune encore, très souvent faire de la musique, chez « le prince des critiques », Jules Janin, malade et condamné à garder la chambre, à Passy. Un jour, après l’audition d’une symphonie, le vieux critique en a pris la musique, tout ému, pour écrire en marge : « Tu seras un grand musicien. »
Dix ans plus tard, il entre au Conservatoire de Paris où il étudie, de 1872 à 1876, la composition sous la direction de Victor Massé, et l’harmonie et l’accompagnement avec Jules Duprato, dont il a été l’un des élèves les plus brillants. Nombre de ses compositions, éditées par Lemoine, Heugel, Gruss, etc., témoignent du charme et de la mélodie qu’il avait appris auprès de ce dernier.
En juillet 1870, quoique à peine âgé de 15 ans, il se porte volontaire et suit son père au 228e régiment de marche et prend part au conflit, à ses côtés. Au cours de son année passée sous l’uniforme militaire, qui ont suspendu sa présence au Conservatoire, il a conduit les chœurs à l’inspection générale, ce qui lui a valu les compliments du général Lecointe, en présence du 1er régiment de ligne, sous les yeux de son supérieur, le colonel Souville.
Encore au Conservatoire, il est admis membre de la Société des auteurs et compositeurs de musique. Vers cette époque, en 1874, il met en musique les strophes de Victor Hugo : La Nuit d’été, et reçoit pour sa composition, les éloges les plus flatteurs du poète. Un peu plus tard, sa grande valse : La Mouette, a été conduite, aux bals de l’Opéra, par Olivier Métra. Il écrit ensuite, pour Sarah Bernhardt, la musique de scène d’une poésie de Casimir Delavigne, dite par cette artiste. En 1886, il donne la partition de Pêle-Mêle Gazette, revue en quatre actes, dont un des meilleurs passages, Duo des Chats, a été reproduit dans le supplément hebdomadaire du Figaro.
En février 1899, il fait représenter à l’Opéra-Comique, la Cigale Madrilène, en deux actes, sur un livret signé de « Léon Bernoux », dont la réussite a été complète : applaudie pendant cinquante soirées, la Petite Cigale est restée au répertoire de la salle Favart. La distribution de la Cigale Madrilène comprenait Paul Fugère, Galland et Pierre Grivot, Marie Degrandi, Magdelaine Bernaërt (d)  et Pierron. Le rôle de Degrandi a été ensuite repris par Nardy, et enfin, par Mathilde Auguez ; celui de Galland, par Ernest Carbonne. Représenté en province, à Amiens, Lille, Boulogne, Nice, cet opéra-comique a connu le même succès.
Le Président de la République Sadi Carnot et sa femme, qui assistaient aux premières représentations de la Cigale Madrilène, ont vivement complimenté le compositeur. Enchanté de la bonne fortune de cette œuvre, Louis Paravey (ca), qui dirigeait alors la deuxième scène lyrique française, a demandé les palmes académiques pour son auteur. Sa requête ayant été satisfaite, il a été chargé de lui en remettre les insignes, ce qu’il a fait en présence de tous les artistes du théâtre.
L’exécution des trois actes de l’opéra comique la Marquise du Battoir, que lui avait demandé le directeur des Folies-Dramatiques, Victor Blandin, a été empêchée par la brusque fermeture de ce théâtre, mais le petit acte En Cabine a eu plus de chance. Créé avec brio par Juliette Simon-Girard et Simon-Max le au Grand-Théâtre de Bordeaux, cet acte a été repris à Paris à la La Bodinière, où il a été interprété par Blanche Laurianne et Blanchon. On lui doit de surcroit un acte lyrique : Au Pays du Souvenir, reçu par Sarah Bernhardt ; Les Boules, opéra-comique en un acte ; Les Libellules, ballet chanté et dansé ; Pall Mall Gazette, Candeur, etc.
À ces œuvres, s’ajoutent environ cent cinquante mélodies publiées chez les grands éditeurs parisiens, sur des poésies de Victor Hugo, Jean Richepin, Armand Silvestre, Gustave Rivet, Charles Fuster, Amélie Perronnet, Paul Cosseret (d) , Henry de Fleurigny (d)  et d’Antonin Lugnier, qui lui doit la composition d’une mélodie intitulée Les Portraits. Une grande valse chantée : Théodora, écrite lors du succès de Victorien Sardou, a été jouée sur tous les pianos, à la plus grande satisfaction de l’éditeur Lemoine.
Vers 1892, il a fondé, avec Georges Mathieu (d) , une association parisienne, qui est devenue très prospère : La Croûte.
Mort dans la force de l’âge, il a précédé sa mère dans la tombe, sans avoir donné toute la mesure de son talent, laissant notamment inachevé un opéra-comique en trois actes intitulé Polichinelle 1er. La perte qu’il avait faite de sa propre fille, âgée seulement de seize ans, trois mois avant sa propre mort, n’a pas peu contribué à hâter sa fin prématurée. À l’issue de ses funérailles célébrées en l’église Notre-Dame-de-Lorette de Paris , il a été inhumé au cimetière du Nord.

## Œuvres partielles
- La Cigale madrilène, 1889.
- Théodora. Op. 52, 1885.
- Au son des mandolines, 1884.
- Sarah, 1882.
- Don César, 1882.
- Polka des bérets rouges, 1880.
- Porthos, 1879.
- Bizi-bouzou, 1879.
- La mouette, 1879.
- 1er de ligne, 1879.
- Les Bérets rouges.